# Пепин (округ)
Округ Пепин (англ. Pepin County) располагается в штате Висконсин, США. Официально образован 25 февраля 1858 года. По состоянию на 2010 год, численность населения составляла 7469 человек.

## География
По данным Бюро переписи США, общая площадь округа равняется 644,911 км2, из которых 600,881 км2 суша и 44,030 км2 или 6,700 % это водоемы.

## Население
По данным переписи населения 2000 года в округе проживает 7 213 жителей в составе 2 759 домашних хозяйств и 1 934 семей. Плотность населения составляет 12,00 человек на км2. На территории округа насчитывается 3 036 жилых строений, при плотности застройки около 5,00-ти строений на км2. Расовый состав населения: белые — 98,90 %, афроамериканцы — 0,08 %, коренные американцы (индейцы) — 0,19 %, азиаты — 0,21 %, гавайцы — 0,04 %, представители других рас — 0,08 %, представители двух или более рас — 0,49 %. Испаноязычные составляли 0,35 % населения независимо от расы.
В составе 32,40 % из общего числа домашних хозяйств проживают дети в возрасте до 18 лет, 59,90 % домашних хозяйств представляют собой супружеские пары проживающие вместе, 6,80 % домашних хозяйств представляют собой одиноких женщин без супруга, 29,90 % домашних хозяйств не имеют отношения к семьям, 26,10 % домашних хозяйств состоят из одного человека, 13,60 % домашних хозяйств состоят из престарелых (65 лет и старше), проживающих в одиночестве. Средний размер домашнего хозяйства составляет 2,57 человека, и средний размер семьи 3,13 человека.
Возрастной состав округа: 26,50 % моложе 18 лет, 7,90 % от 18 до 24, 25,90 % от 25 до 44, 22,80 % от 45 до 64 и 22,80 % от 65 и старше. Средний возраст жителя округа 39 лет. На каждые 100 женщин приходится 101,10 мужчин. На каждые 100 женщин старше 18 лет приходится 100,20 мужчин.